# Hesperomeles ferruginea
Hesperomeles ferruginea là loài thực vật có hoa trong họ Hoa hồng. Loài này được (Pers.) Benth. mô tả khoa học đầu tiên năm 1844.